# MAS (魚雷艇)

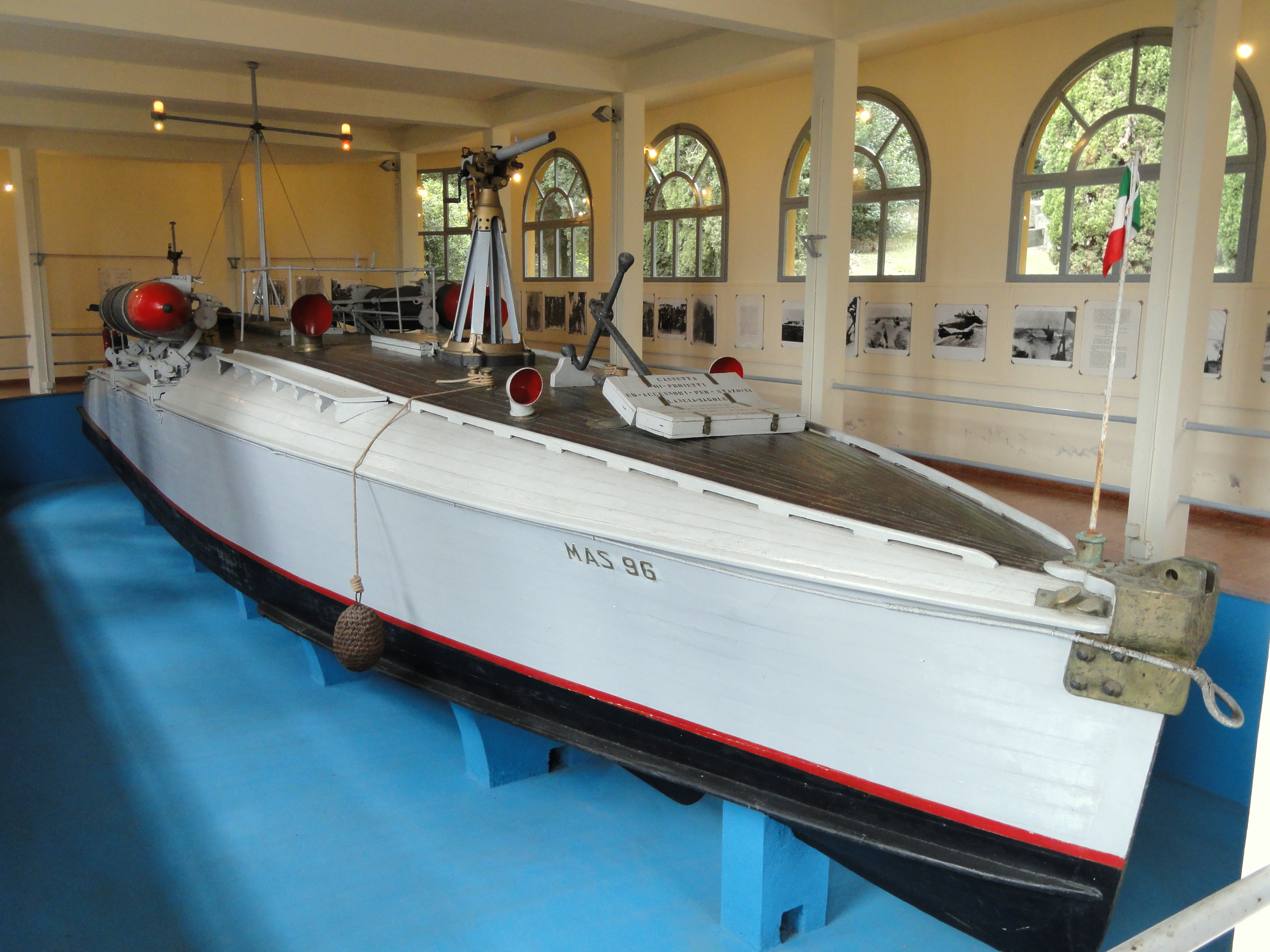
第一次世界大戦期のMAS艇である MAS-96 (it)。ガルドーネ・リヴィエーラにあるヴィットリアーレ・デリ・イタリアーニ蔵。

MAS（イタリア語: Motoscafo Armato Silurante, Motoscafo Anti Sommergibile）は、イタリア海軍の魚雷艇である。当初は、Motobarca Armata SVANのアクロニムであった（SVANはSocietà Veneta di Automobili Navaliの略）。

## 概要
概ね、20–30トンの船体を10名前後の乗員で運用し、魚雷2発と機銃で武装していた。
第一次世界大戦においては、信頼性の高い民間船から発達した多くの艇が、イタリア海軍によって使用され、オーストリア＝ハンガリー帝国海軍に対抗したり対潜警戒に当たった。1918年6月10日にMAS-15が、戦艦セント・イシュトヴァーンを撃沈したことが、最大級の戦果として知られている。
第一次大戦終結後も開発は続けられた。第二次世界大戦当時には速力45ノットに達し、1940年の時点で48隻の500級が就役し、1937年から1941年までの間に75隻が建造された。旧式のMASは、イタリア領東アフリカ等の脅威度の低い戦線へ配備された。
第二次世界大戦では、イギリス海軍の軽巡洋艦ケープタウンをマッサワ沖で雷撃し損傷させたことや、黒海で浮上中あるいは停泊中のソ連赤色海軍の潜水艦数隻を撃沈したことがあり、またイギリス海軍の輸送船の阻止にも活躍している。
しかし、MASはアドリア海での活動には十分であったが、地中海で行動するには小さすぎると判断され、より大型の50 - 90トン級の魚雷艇によって置き換えられていった。その大型魚雷艇MS（Moto Siluranti）は、ドイツで建造されたユーゴスラビアの魚雷艇を元にして建造された。このMSが、イギリス海軍の軽巡洋艦マンチェスターを撃沈している。

## 要目（第二次世界大戦時）

### 船体諸元
- 全長：18.7m
- 全幅：4.7m
- 排水量：29.4t
- 最大速度：43kt（80km/h）
- 航続距離：395km（最大速度時）
- 機関出力：2400馬力×2
- 乗員：13名

### 武装
- 45cm魚雷×2
- 20mm機関砲×1
- 6.5ｍｍ機関銃×1

## 海外での使用
フィンランド
1942年にラドガ湖に派遣された伊海軍第14戦隊所属の4隻を購入して使用。
 日本

 ルーマニア
1943年8月に購入された7隻のボート。